# Rosa pinetorum
Rosa pinetorum es una especie de planta del género Rosa, de la familia Rosaceae.

## Taxonomía
Rosa pinetorum fue descrita por A. Heller en 1904.

## Distribución
Se encuentra en el territorio de California.